# Asgard
 Ovo je glavno značenje pojma Asgard. Za fiktivnu rasu iz TV-serije Zvjezdana vrata SG-1 pogledajte Asgard (Zvjezdana vrata).
Asgard je dom bogova u nordijskoj mitologiji. Na njegovim ravnicama ratnici vježbaju za pomoć Odinu u Ragnaroku, završnoj bitci bogova i divova. Tamo se nalazi i mitska dvorana imena Valhala, u kojoj stoluje Odin, ali i drugi bogovi koji pripadaju skupini Asa (staronor. mn. æsir), poput Tyra i Lokija. U Asgardu se nalazi Bifrost (Dugin most), prolaz između svjetova. Taj prolaz čuva Heimdall, glasnik Ragnaroka, štiteći bogove i ostatak svijeta od divova. 
Sama riječ Ásgarðr (hrv. „obitavalište bogova”) je složenica nastala u staronordijskomu jeziku od riječi áss ("bog") i garðr ("ograđen prostor").